# Antonio Canofilo
Antonio Canofilo (Sulmona, ... – Sulmona, ...; fl. 1650) è stato uno scrittore e religioso italiano.

## Biografia
Antonio Canofilo o Canophylus minorita riformato entrò nel convento dei cappuccini a Sulmona e fu ordinato sacerdote.
Si distinse per le sue conoscenze teologiche e per la sua profonda conoscenza della Bibbia. Oltre alla sua attività di predicatore, Canofilo fu uno scrittore. 
Ha scritto alcune opere, tra cui: Discorsi paradossici per tutti i giorni di quaresima... (1671)  e Il Lucidario euangelico discorsi predicabili... (1676) pubblicati da Niccolò Pezzana. 